# White Light/White Heat
White Light/White Heat je druhé studiové album americké rockové skupiny The Velvet Underground. Album vyšlo v lednu 1968, deset měsíců po vydání první desky, nazvané The Velvet Underground & Nico. Několik měsíců po vydání alba ze skupiny odešel John Cale a nahradil ho Doug Yule.
Když se na roku 1967 objevilo první album The Velvet Underground & Nico, byl na něj svět pop music jen stěží připraven. Ale zatímco tato deska zněla jako otevřená výzva konvencím v tehdejší rockové hudbě, její nástupnice White Light/White Heat byla učiněným útokem na kulturní a estetické normy. Autorem většiny skladeb je Lou Reed, jsou však tři výjimky. Dvě z nich složil spolu s Johnem Calem, Sterlingem Morrisonem a Maureen Tucker a jednu pouze s Calem a Morrisonem. Všechny texty napsal Reed.
Jde o první a jediné album, na kterém hraje pouze základní sestava skupiny – John Cale, Lou Reed, Sterling Morrison a Maureen Tucker. Na albu se již nijak nepodílí ani Andy Warhol ani Nico.

## Nahrávání a období před vydáním
Nahrávání alba White Light/White Heat probíhalo v září 1967 v Mayfair Sound Studios v New Yorku. Není přesně jisté, jak dlouho skupina album nahrávala. Jeho nahrávání trvalo jen několik dní, ale celé vzniklo v září. Produkce se ujal Tom Wilson a nahrávacími techniky byli Gerry Kellgren a Val Valentin.
Skladba „Here She Comes Now“ byla na prvních výliscích desky uvedena chybně jako „There She Comes Now“. V roce 1976 album vyšlo ve Spojeném království se zcela odlišným obalem. V roce 1986 bylo album remasterováno a vydáno s upraveným obalem, na kterém již tetování není znázorněno vůbec.

## Vydání
Před vydáním alba samotného vyšel v listopadu 1967 singl, obsahující skladby „White Light/White Heat“ a „Here She Comes Now“.
Album White Light/White Heat vyšlo 30. ledna 1968 u vydavatelství Verve Records. Na jeho předním obalu je fotografie tetování od Billyho Namea; ta ale není skoro vůbec vidět, protože je černá stejně jako podklad, jen má trochu jiný odstín. Na zadní části obalu je pak fotografie všech členů skupiny.
V prosinci 2013 vyšlo album u příležitosti pětačtyřicátého výročí v reedici doplněné o řadu alternativních či koncertních verzí různých skladeb. Různé raritní nahrávky pro reedici dodali Lou Reed i John Cale; první z nich několik týdnů před vydáním reedice zemřel.

## Skladby
Album otevírá skladba o amfetaminech, která dala název celému albu – „White Light/White Heat“. V této verzi má stopáž kratší než tři minuty, na koncertním albu 1969: The Velvet Underground Live je o poznání delší, má osm a půl minuty. Následuje „The Gift“. Text ke druhé skladbě napsal Reed ještě na univerzitě; jako hudba k ní byl použit základ skladby „Booker T.“. Koncertní nahrávky skladby „Booker T.“ vyšla v roce 1995 jako součást box setu Peel Slowly and See. Nahrávka je velmi zvláštní, protože hudba je nahrána do jednoho kanálu a slova do druhého, takže i při výstupu zní každé z jednoho reproduktoru a buď jednu nebo druhou část lze vypustit. Hlavní postavou ve skladbě „The Gift“ je jistý Wald Jeffers; student, který se snaží poslat sebe sama poštou. Její text Cale recituje s velšským akcentem a zajímavostí je, že celý osmiminutový text namluvil na první pokus. Jde o první skladbu skupiny, ve které se Cale představil jako hlavní zpěvák.
Jako třetí je na albu píseň „Lady Godiva's Operation“ s perverzním příběhem o změně pohlaví. Skladbu opět zpívá Cale, přičemž Reed občas svým hlasem také zasáhne. Patrně nejmelodičtější skladbou na tomto albu je „Here She Comes Now“, poslední na A‑straně původní LP desky. Její demoverze rovněž vyšla na albu Peel Slowly and See.
Zatímco původní A-strana zní temně, podobně jako na první desce, na B-straně skupina odhodila veškeré zábrany a rozpoutala divokou freejazzovou explozi „I Heard Her Call My Name“. Její text pojednává o dávo zesnulé přítelkyni. Poslední skladbou na albu je epický noisový jam v podobě sedmnáctiminutové „Sister Ray“. Při dřívějších koncertech skupiny byla skladba označována jako „Searching“ a trvala ještě déle. Například na albu Bootleg Series Volume 1: The Quine Tapes z roku 2001 má třicet osm minut. Skladba byla nahrána bez baskytary (Reed i Morrison hráli na kytary a Cale na varhany) a původně nikdo nevěděl, jak skladba bude dlouhá. V několika místech jsou kytary slyšet slaběji než Caleovy varhany. Podle Reeda její text pojednává o homosexuálním dealerovi.

## Seznam skladeb
| Strana 1 | Strana 1                | Strana 1                     | Strana 1 |
| Pořadí   | Název                   | Autor                        | Délka    |
| -------- | ----------------------- | ---------------------------- | -------- |
| 1.       | White Light/White Heat  | Reed                         | 2:47     |
| 2.       | The Gift                | Reed, Morrison, Cale, Tucker | 8:18     |
| 3.       | Lady Godiva's Operation | Reed                         | 4:56     |
| 4.       | Here She Comes Now      | Reed, Morrison, Cale         | 2:04     |

| Strana 2 | Strana 2                 | Strana 2                     | Strana 2 |
| Pořadí   | Název                    | Autor                        | Délka    |
| -------- | ------------------------ | ---------------------------- | -------- |
| 1.       | I Heard Her Call My Name | Reed                         | 4:38     |
| 2.       | Sister Ray               | Reed, Morrison, Cale, Tucker | 17:27    |

## Obsazení
Hudebníci
- Lou Reed – zpěv, kytara, klavír
- John Cale – zpěv, elektrická viola, varhany, baskytara, zvukové efekty v „Lady Godiva's Operation“
- Sterling Morrison – zpěv, kytara, baskytara, zvukové efekty v „Lady Godiva's Operation“
- Maureen Tucker – bicí, perkuse,

Produkce
- Tom Wilson – producent
- Gary Kellgren – zvukový inženýr
- Val Valentin – zvukový inženýr
- Bob Ludwig – mastering

## Kritika
V žebříčku pěti set nejlepších alb všech dob podle časopisu Rolling Stone se umístilo na 292. příčce.

### Hodnocení
- Allmusic [1]
- Rolling Stone [2]
- Sputnik Music [19]

### Žebříčky
Album se sotva dostalo do žebříčku Billboard 200 – první týden bylo na 200. a druhý na 199. místě.